# Pimpla silvicola
Pimpla silvicola är en stekelart som beskrevs av Walley 1941. Pimpla silvicola ingår i släktet Pimpla och familjen brokparasitsteklar. Inga underarter finns listade i Catalogue of Life.